# Distrito electoral federal 14 del estado de México
El XIV Distrito Electoral Federal del Estado de México es uno de los 300 Distritos Electorales en los que se encuentra dividido el territorio de México para la elección de diputados federales y uno de los 40 en los que se divide el Estado de México. Su cabecera es Tepexpan.
El XIV Distrito del Estado de México está ubicado en el extremo nororiental del Estado de México, desde la distritación de 2022 está integrado por los municipios de Acolman, Axapusco, Chiautla, Nopaltepec, Otumba, Papalotla, San Martín de las Pirámides, Tepetlaoxtoc y Tezoyuca. Lo conforman 137 secciones electorales.

## Distritaciones anteriores

### Distritación 1996 - 2005
Entre 1996 y 2005 el Distrito XIV estaba ubicado en la región noroccidental del Valle de México fue conformado por el territorio íntegro del municipio de Atizapán de Zaragoza. Su cabecera distrital era Ciudad López Mateos.

### Distritación 2005 - 2017
Entre 2005 y 2017 en territorio del distrito electoral fue conformado por la región noroccidental del municipio de Atizapán de Zaragoza, lo integraban localidades al norte de la Calzada San Mateo, la Avenida Lago de Guadalupe y la Presa Madín. Su cabecera distrital era Ciudad López Mateos.

### Distritación 2017 - 2022
Tras la distritación electoral nacional de 2014-2017 llevada a cabo por el Instituto Nacional Electoral el territorio del distrito electoral federal fue integrado por las regiones oriental del municipio de Atizapán de Zaragoza, occidental del territorio principal del municipio de Tlalnepantla de Baz y sureste del municipio de Cuautitlán Izcalli. Su cabecera distrital era Ciudad López Mateos.

## Diputados por el distrito
| Legislatura                                                | Periodo                                           | Diputado                           | Grupo parlamentario                  |
| ---------------------------------------------------------- | ------------------------------------------------- | ---------------------------------- | ------------------------------------ |
| I                                                          | 7 de diciembre de 1857-17 de mayo de 1861         |                                    |                                      |
| II                                                         | mayo de 1861-mayo de 1863                         |                                    |                                      |
| III                                                        | 20 de octubre de 1863-1865                        |                                    |                                      |
| IV                                                         | 5 de noviembre de 1867-14 de septiembre de 1868   |                                    |                                      |
| V                                                          | 15 de septiembre de 1869-15 de septiembre de 1871 |                                    |                                      |
| VI                                                         | 15 de septiembre de 1871-15 de septiembre de 1873 |                                    |                                      |
| VII                                                        | 15 de septiembre de 1873-15 de septiembre de 1875 |                                    |                                      |
| VIII                                                       | 15 de septiembre de 1875-22 de mayo de 1878       |                                    |                                      |
| IX                                                         | 2 de septiembre de 1878-15 de septiembre de 1880  |                                    |                                      |
| X                                                          | 16 de septiembre de 1880-15 de septiembre de 1882 |                                    |                                      |
| XI                                                         | 16 de septiembre de 1882-15 de septiembre de 1884 |                                    |                                      |
| XII                                                        | 16 de septiembre de 1884-15 de septiembre de 1886 |                                    |                                      |
| XIII                                                       | 16 de septiembre de 1886-15 de septiembre de 1888 |                                    |                                      |
| XIV                                                        | 16 de septiembre de 1888-15 de septiembre de 1890 |                                    |                                      |
| XV                                                         | 16 de septiembre de 1890-15 de septiembre de 1892 |                                    |                                      |
| XVI                                                        | 16 de septiembre de 1892-15 de septiembre de 1894 |                                    |                                      |
| XVII                                                       | 16 de septiembre de 1894-15 de septiembre de 1896 |                                    |                                      |
| XVIII                                                      | 16 de septiembre de 1896-15 de septiembre de 1898 |                                    |                                      |
| XIX                                                        | 16 de septiembre de 1898-15 de septiembre de 1900 |                                    |                                      |
| XX                                                         | 16 de septiembre de 1900-15 de septiembre de 1902 |                                    |                                      |
| XXI                                                        | 16 de septiembre de 1902-15 de septiembre de 1904 |                                    |                                      |
| XXII                                                       | 16 de septiembre de 1904-15 de septiembre de 1906 |                                    |                                      |
| XXIII                                                      | 16 de septiembre de 1906-15 de septiembre de 1908 |                                    |                                      |
| XXIV                                                       | 16 de septiembre de 1908-15 de septiembre de 1910 |                                    |                                      |
| XXV                                                        | 16 de septiembre de 1910-15 de septiembre de 1912 |                                    |                                      |
| XXVI                                                       | 16 de septiembre de 1912-10 de octubre de 1913    | Manuel Urquidi                     |                                      |
| XXVI (bis)                                                 | 16 de noviembre de 1913-5 de agosto de 1914       |                                    |                                      |
| Constituyente                                              | 1 de diciembre de 1916-5 de febrero de 1917       | Enrique A. Enríquez                |                                      |
| XXVII                                                      | 15 de abril de 1917-31 de agosto de 1918          | José Morales Hesse                 |                                      |
| XXVIII                                                     | 1 de septiembre de 1918-31 de agosto de 1920      |                                    |                                      |
| XXIX                                                       | 1 de septiembre de 1920-31 de agosto de 1922      |                                    |                                      |
| XXX                                                        | 1 de septiembre de 1922-31 de agosto de 1924      | Gilberto Fabila                    |                                      |
| El distrito 14 es suprimido en _. Es restablecido en 1972. |                                                   |                                    |                                      |
| XLIX                                                       | 1 de septiembre de 1973-31 de agosto de 1976      | Pedro García González              | Partido Revolucionario Institucional |
| L                                                          | 1 de septiembre de 1976-31 de agosto de 1979      | Armando Hurtado Navarro            | Partido Revolucionario Institucional |
| LI                                                         | 1 de septiembre de 1979-31 de agosto de 1982      | Juan Martínez Fuentes              | Partido Revolucionario Institucional |
| LII                                                        | 1 de septiembre de 1982-31 de agosto de 1985      | Martín Téllez Salazar              | Partido Revolucionario Institucional |
| LIII                                                       | 1 de septiembre de 1985-31 de agosto de 1988      | Eduardo Fernando Hernández Mier    | Partido Revolucionario Institucional |
| LIV                                                        | 1 de septiembre de 1988-31 de octubre de 1991     | José de Jesús Miramontes Jiménez   | Partido Acción Nacional              |
| LV                                                         | 1 de noviembre de 1991-31 de octubre de 1994      | Amador Monroy Estrada              | Partido Revolucionario Institucional |
| LVI                                                        | 1 de noviembre de 1994-31 de agosto de 1997       | Rubén Jiménez Leal                 | Partido Revolucionario Institucional |
| LVII                                                       | 1 de septiembre de 1997-31 de agosto de 2000      | Eduardo Mendoza Ayala              | Partido Acción Nacional              |
| LVIII                                                      | 1 de septiembre de 2000-15 de agosto de 2003      | Eduardo Arnal Palomera             | Partido Acción Nacional              |
| LVIII                                                      | 15 de agosto de 2003-31 de agosto de 2003         | Vacante                            | Partido Acción Nacional              |
| LIX                                                        | 1 de septiembre de 2003-10 de enero de 2006       | Patricia Flores Fuentes            | Partido Acción Nacional              |
| LIX                                                        | 1 de febrero de 2006-20 de marzo de 2006          | Rodrigo Sánchez de la Peña         | Partido Acción Nacional              |
| LIX                                                        | 20 de marzo de 2006-31 de agosto de 2006          | Patricia Flores Fuentes            | Partido Acción Nacional              |
| LX                                                         | 1 de septiembre de 2006-27 de abril de 2009       | Carlos Madrazo Limón               | Partido Acción Nacional              |
| LX                                                         | 28 de abril de 2009-6 de julio de 2009            | María del Refugio Martínez Vázquez | Partido Acción Nacional              |
| LX                                                         | 6 de julio de 2009-31 de agosto de 2009           | Carlos Madrazo Limón               | Partido Acción Nacional              |
| LXI                                                        | 1 de septiembre de 2009-2 de abril de 2012        | Sergio Saldaña del Moral           | Partido Revolucionario Institucional |
| LXI                                                        | 2 de abril de 2012-16 de abril de 2012            | Vacante                            | Partido Revolucionario Institucional |
| LXI                                                        | 16 de abril de 2012-27 de abril de 2012           | Sergio Saldaña del Moral           | Partido Revolucionario Institucional |
| LXI                                                        | 27 de abril de 2012-2 de julio de 2012            | Vacante                            | Partido Revolucionario Institucional |
| LXI                                                        | 2 de julio de 2012-31 de agosto de 2012           | Sergio Saldaña del Moral           | Partido Revolucionario Institucional |
| LXII                                                       | 1 de septiembre de 2012-2 de marzo de 2015        | Silvia Márquez Velasco             | Partido Revolucionario Institucional |
| LXII                                                       | 3 de marzo de 2015-5 de julio de 2015             | María del Carmen Guzmán Urbán      | Partido Revolucionario Institucional |
| LXII                                                       | 5 de julio de 2015-31 de agosto de 2015           | Silvia Márquez Velasco             | Partido Revolucionario Institucional |
| LXIII                                                      | 1 de septiembre de 2015-30 de marzo de 2018       | Ingrid Schemelensky Castro         | Partido Acción Nacional              |
| LXIII                                                      | 3 de abril de 2018-31 de agosto de 2018           | Marisol González Martínez          | Partido Acción Nacional              |
| LXIV                                                       | 1 de septiembre de 2018-31 de agosto de 2021      | Claudia Domínguez Vázquez          | Partido del Trabajo (México)         |
| LXV                                                        | 1 de septiembre de 2021-31 de agosto de 2024      | Ana María Balderas Trejo           | Partido Acción Nacional              |
| LXVI                                                       | 1 de septiembre de 2024-                          | Claudia Garfias Alcántara          | Movimiento Regeneración Nacional     |

## Resultados electorales

### Elecciones de 2024
|  | 57.89 % |

|  | 30.14 % |

|  | 9.19 % |

|  | 0.07 % |

|  | 2.71 % |

|  | 100.0 % |

|  | 68.0 % |

### Elecciones de 2021
|  | 52.01 % |

|  | 38.39 % |

|  | 3.30 % |

|  | 1.88 % |

|  | 1.34 % |

|  | 0.81 % |

|  | 0.08 % |

|  | 2.19 % |

|  | 100.00 % |

|  | 54.49 % |

### Elecciones de 2018
|  | 46.29 % |

|  | 30.54 % |

|  | 20.61 % |

|  | 0.05 % |

|  | 2.51 % |

|  | 100.00 % |

|  | 69.19 % |

### Elecciones de 2015
|  | 32.77 % |

|  | 29.79 % |

|  | 10.80 % |

|  | 6.39 % |

|  | 4.57 % |

|  | 3.67 % |

|  | 2.78 % |

|  | 2.57 % |

|  | 1.47 % |

|  | 0.16 % |

|  | 5.11 % |

|  | 100.00 % |

### Elecciones de 2012
|  | 35.80 % |

|  | 30.24 % |

|  | 27.58 % |

|  | 3.47 % |

|  | 0.07 % |

|  | 2.84 % |

|  | 100.00 % |